# Syntomium malkini
Syntomium malkini är en skalbaggsart som beskrevs av Hatch 1957. Syntomium malkini ingår i släktet Syntomium och familjen kortvingar. Inga underarter finns listade i Catalogue of Life.